# Saint-Maur (Gers)
Saint-Maur è un comune francese di 126 abitanti situato nel dipartimento del Gers nella regione dell'Occitania.

## Società

### Evoluzione demografica
Abitanti censiti